# Бизон-Трек-Шоу
«Бизон-Трек-Шоу» (англ. Bizon-Track-Show) — гонки на тракторах среди сельских механизаторов, единственные в России.
Проводятся ежегодно в Ростовской области (Российская Федерация) на 4 км трассы Ростов-Таганрог. Первое соревнование трактористов состоялось в 2002 году. Журнал «Вокруг света» (№ 12, 2016) включил гонки на тракторах в рейтинг «155 чудес, которые нужно увидеть своими глазами». В 2017 году стали юбилейными гонками.

## Цель соревнований
Цель «Бизон-Трек-Шоу» — популяризация профессии механизатора, возвращение уважения к сельскому труду, привлечение молодежи в агропромышленный комплекс страны.

«Не секрет, что в последние годы упало уважение к сельскому труду, — говорят организаторы соревнований, — поэтому, проводя гонки на тракторах, мы хотим повысить престижность профессии механизатора. Мы превращаем тружеников поля в настоящих гонщиков и тем самым поднимаем их статус, как в глазах окружающих, так и в их собственных. Ведь „Бизон-Трек-Шоу“ — это спорт, высокие достижения и победа».

## О гонках на тракторах
В начале лета в Ростове-на-Дону проходят единственные в России гонки на тракторах «Бизон-Трек-Шоу». Это состязание уже стало настоящим праздником для работников сельского хозяйства и одним из самых ярких, неординарных событий страны. Конечно, дело трактора пахать и сеять, но в виде гоночной машины выглядит он впечатляюще: пышет жаром раскаленный дизель, свистит турбина, комья земли летят из под колес. И за рулем уже не тракторист, а пилот. Вот где страсти — куда там «Формула 1». Кому хоть однажды удалось увидеть гонки на тракторах — не забудет этого никогда.
Своим рождением столь необычное состязание обязано генеральному директору компании «Бизон» Сергею Суховенко. Автогонщик со стажем, призёр кубка мира по ралли-рейдам, задумался: если грузовики и внедорожники соревнуются, чем тракторы хуже? При обычной скорости в 40 км/час «колесники» способны разгоняться до 80 км/час. И как утверждают пилоты — это далеко не предел. По их словам, соревнования позволяют не только совершенствовать мастерство вождения тракторов. Появляются дополнительные стимулы для хорошей работы.
Главные призы — современные сельскохозяйственные тракторы. Мероприятие посещают около 40 000 зрителей. Участие в гонках и вход для зрителей бесплатные.

## Гоночная трасса
Гоночная трасса отличается сложной конфигурацией — есть трамплины, крутые повороты, опасные препятствия, рискованные скоростные участки. Дистанция — около 15 километров, на протяжении которых гонщики наряду со скоростью показывают и сложные элементы вождения. Дорожное покрытие — гравий, грунт. Акцент сделан на очной борьбе — все заезды парные. Это, по мнению организаторов, придает соревнованиям ещё больше зрелищности и экстремальности.

## Участники
В гонках на тракторах «Бизон-Трек-Шоу» принимают участие механизаторы сельхозпредприятий — ежегодно до 30 сельских спортсменов. В повседневной жизни они пашут, сеют, убирают хлеб на полях своих хозяйств. И только один раз в год превращаются в настоящих гонщиков. Среди участников немало бывалых спортсменов. Но есть и новички. Каждый спортсмен застрахован на 1 млн рублей. В 2013 году впервые в гонках приняла участие женщина. В 2015—2016 годах победителем гонок стал Али Ахметов. В 2017 году он занял 2 место.1 место в 2017 году занял Юрий Архипцев.

## Тракторы
Для того чтобы победить, считают бывалые участники «Бизон-Трек-Шоу», одного мастерства недостаточно. А потому подготовка к гонкам на тракторах идет в течение всего года. Никаких технических ограничений правила соревнований не предусматривают — благодаря этому и буйство изобретательной фантазии не знает границ.
К участию в соревнованиях допускаются гоночные тракторы с объёмом двигателя до 5 литров. Правилами разрешается модернизация техники для увеличения скорости, маневренности и устойчивости на гоночной трассе. Многие форсируют двигатели — устанавливают турбокомпрессоры и системы охлаждения подаваемого воздуха, «накручивают» топливные насосы высокого давления, подбирают распылители, смешивают топливо в определённой пропорции с авиационным керосином. Значительной модернизации подвергаются коробки передач и другие элементы конструкции тракторов. У каждой команды есть свои секреты и в условиях жесткой конкуренции они ими делятся крайне неохотно.
В конструкции гоночных тракторов запрещено только изменять устройство тормозной системы и рулевого управления.
Все тракторы оснащены специальными дугами и ремнями безопасности. Машины в обязательном порядке проходят проверку инспекцией Гостехнадзора. В случае выявления нарушений команда к гонкам не допускается. Строгие требования обусловлены интересами безопасности пилотов и зрителей многоборья.

## Факты
- Соревнования состоят из 8 этапов, длятся около 5 часов[14].

- Температура воздуха в кабине трактора превышает 50ºС[2].
- Глубина водных препятствий — около 1 метра.
- Тракторы прыгают с трамплина в высоту до 1,2 метров.
- Угол опасных поворотов — свыше 90º[15].
- Между этапами соревнований устраиваются экстремальные шоу-программы[16].
- За время проведения гонок победителям подарено 28 тракторов и десятки сельскохозяйственных орудий[17].